# Корви, Доменико
Домени́ко Ко́рви (итал. Domenico Corvi, 16 сентября 1721, Витербо — 22 июля 1803, Рим) — итальянский живописец академического направления. Работал в Риме под влиянием искусства болонских живописцев братьев Карраччи и А. Р. Менгса.
Приехав в Рим в 1736 году, Доменико Корви поступил в обучение в мастерскую Франческо Манчини. Со временем Корви стал получать важные заказы на алтарные картины для церквей Рима и росписи для Палаццо Боргезе, Палаццо Дориа Памфили, Палаццо Сан-Марко и Палаццо-дей- Консерватори.
В 1754—1756 годах заказы художнику делали граф и будущий кардинал Бернардино Антонелли. Кардинал К. М. Паолуччи заказал ему картины для семейной капеллы в церкви Сан-Марчелло-аль-Корсо в Риме: «Жертвоприношение Исаака» и «Нахождение Моисея». В 1758 Доменико Корви создал цикл из четырёх картин для церкви Св. Кьяры в Палестрине по заказу кардинала Доменико Орсини. В этих произведениях сильны традиции римского барокко; позднее манера художника эволюционировала в направлении неоклассицизма.
Доменико Корви пользовался в Риме заслуженной репутацией послушного исполнителя. Историограф Луиджи Ланци в «Истории живописи в Италии» (1795—1796) отмечал его «богатое воображение, прекрасное владение рисунком, умение передавать эффекты света и тени». В 1771 году Корви расписал комнату на вилле Боргезе на сюжет «Триумф Аполлона», а в 1782 году создал ещё одну знаменитую фреску с изображением Авроры. в 1773 году он написал алтарную картину для церкви Конти Антонелли в их дворце в Брунетто ди Сенигаллия.
С 1756 года Доменико Корви — член Академии Святого Луки. Художник был также членом Академии Аркадии (Accademia dell’Arcadia).
Доменико Корви, один из ярких мастеров Рима эпохи неоклассицизма, оказал значительное влияние на творчество многих итальянских художников — Дж. Кадеса, Г. Ланди, Т. М. Конка. Он был учителем В. Камуччини, Джованни Пихлера и Франческо Альбери.

## Галерея

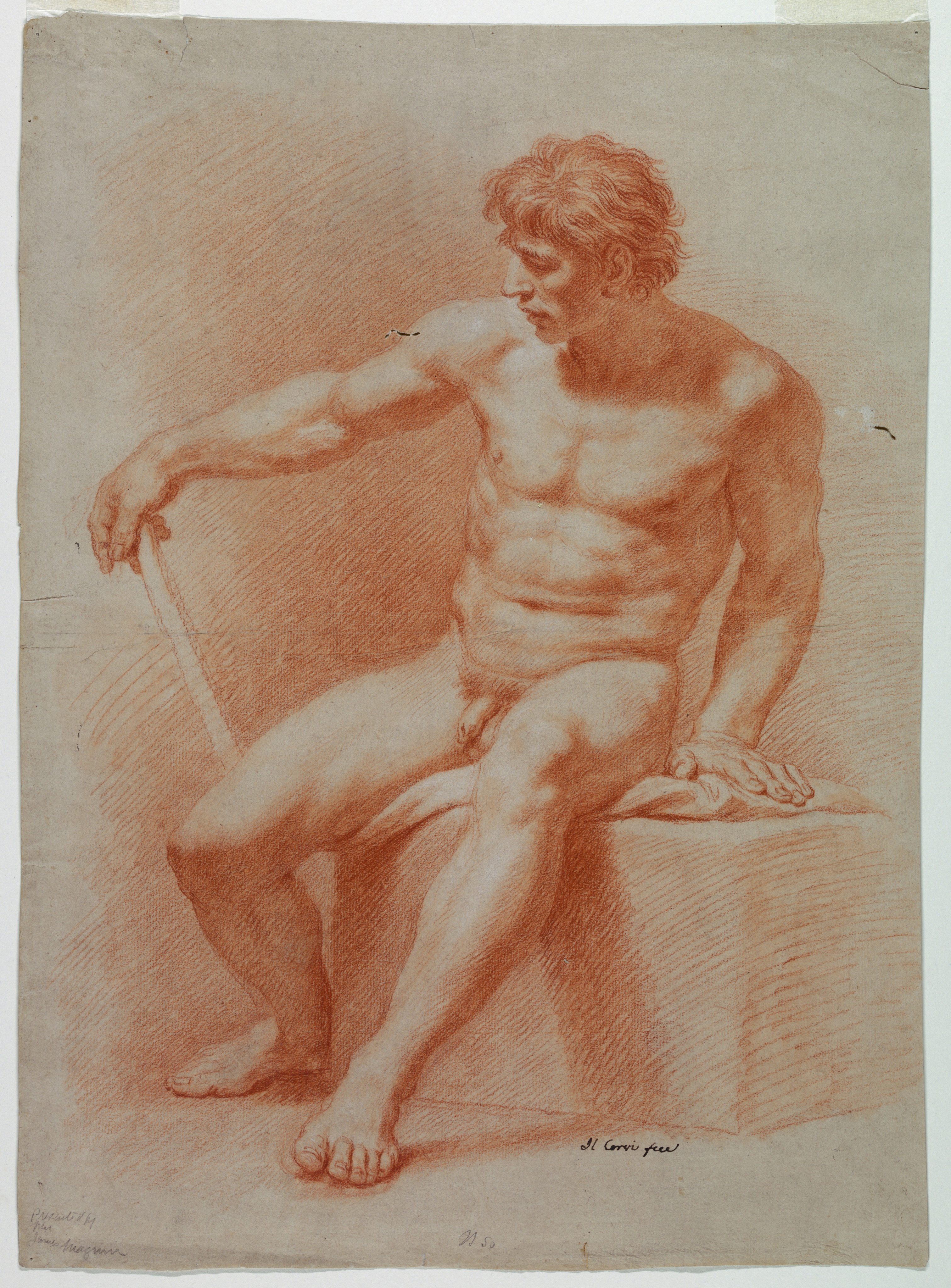
Академический рисунок. Ок. 1740. Сангина
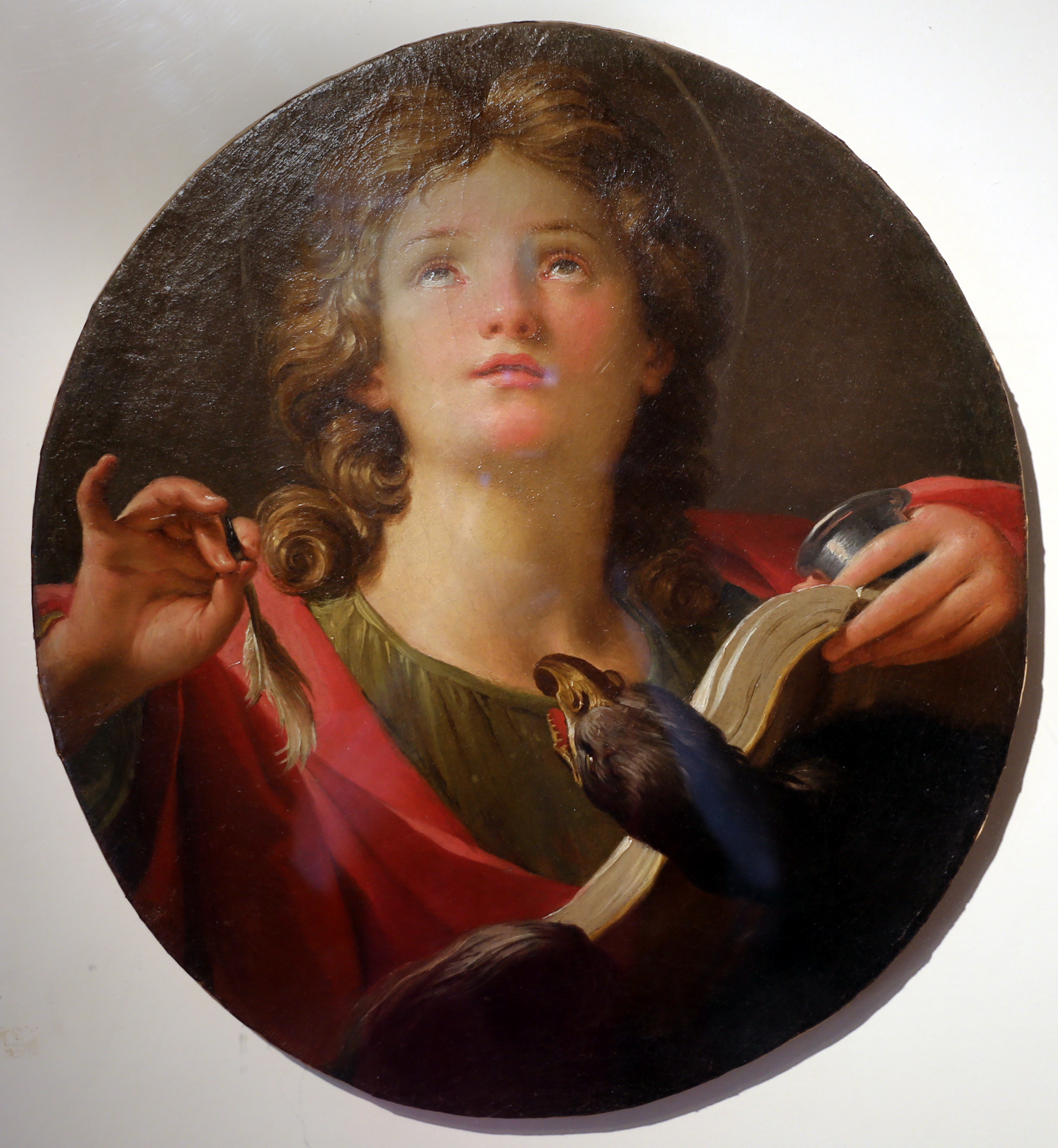
Святой Иоанн Евангелист. 1749. Витербо, Музей произведений искусства Собора
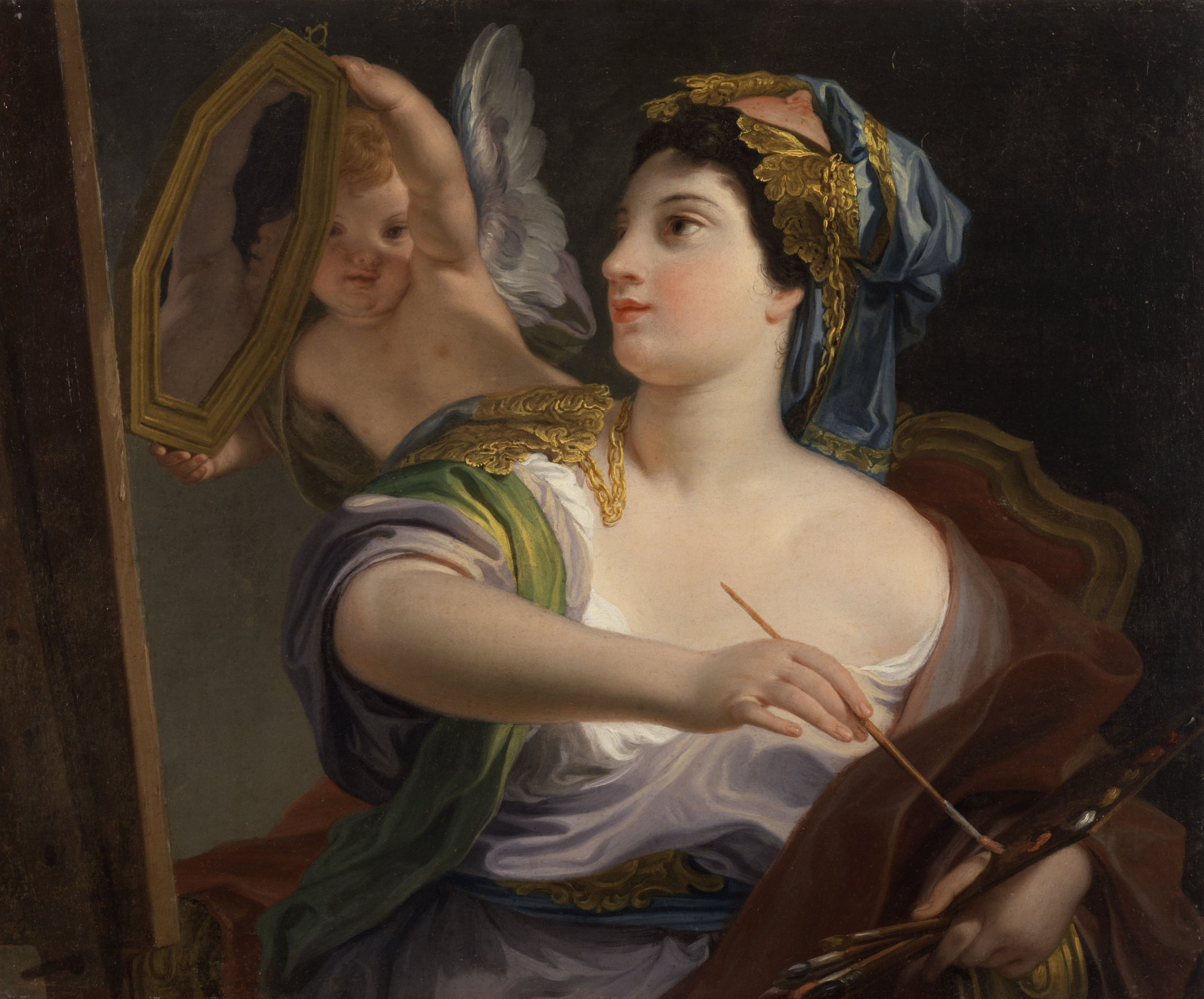
Аллегория живописи. 1764. Художественный музей Уолтерс, Балтимор
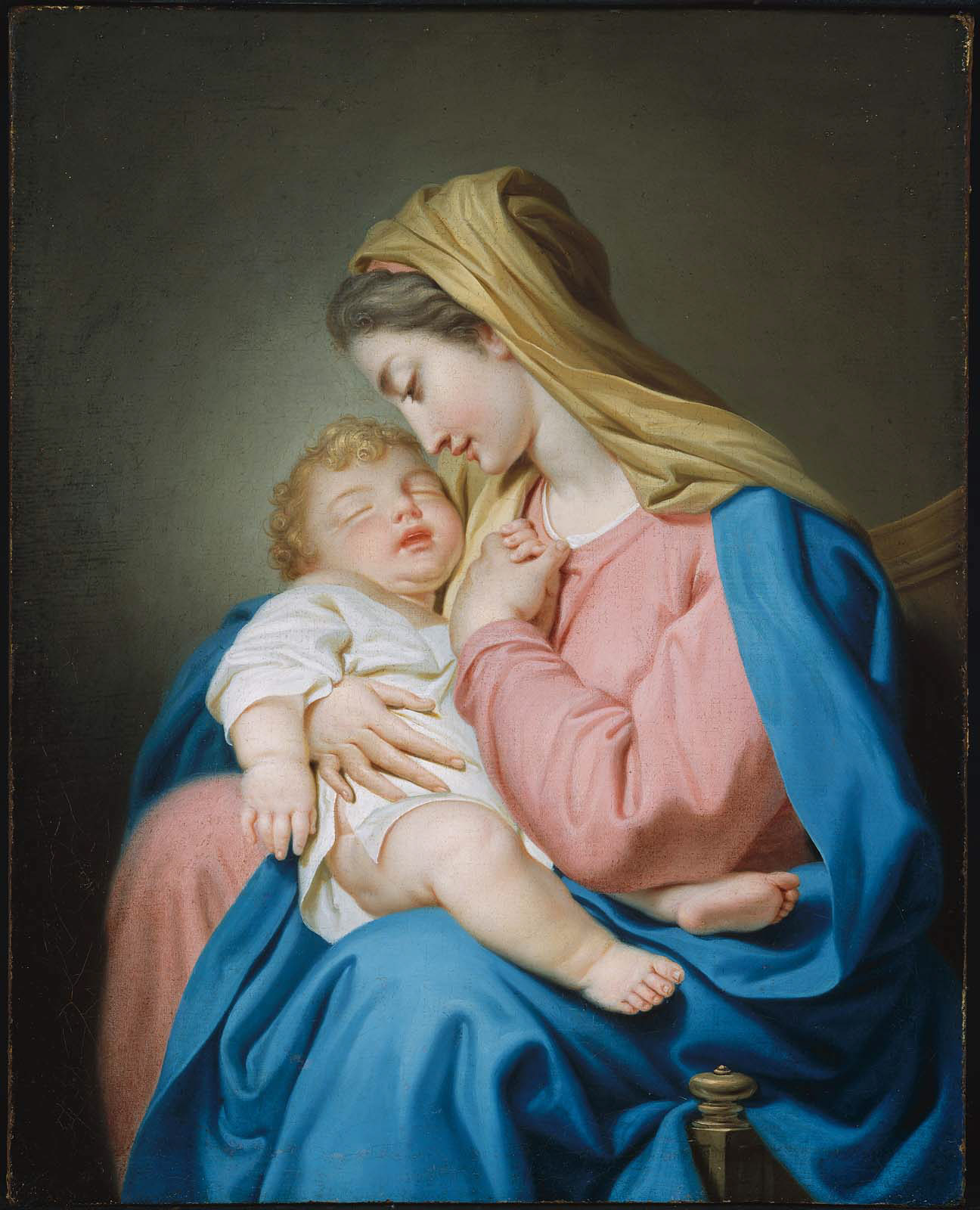
Мадонна с Младенцем. Музей изящных искусств (Бостон)
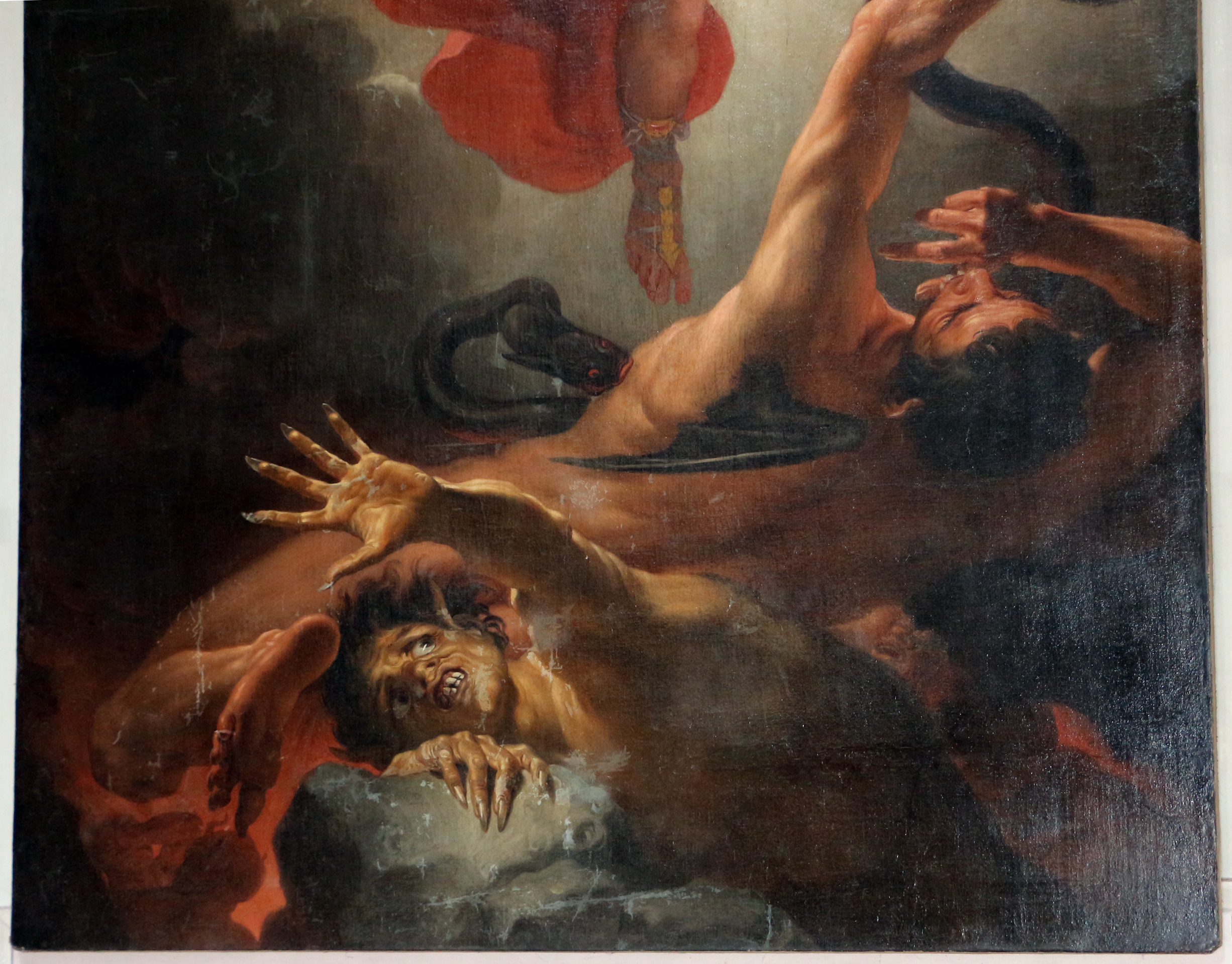
Битва Архангела Михаила с Сатаной. Деталь фрески в церкви Сантиссима-Тринита-дей-Монти в Риме